# Vương quốc Hồi giáo Aussa
Vương quốc Hồi giáo Aussa là một vương quốc đã từng tồn tại ở Sừng châu Phi từ thế kỉ 18 đến 20. Nó được coi là nhà nước đứng đầu của người Afar. Đế quốc Ethiopia đã khẳng định vùng đất nhưng bị phản đối gay gắt. Những người Afar đã giữ được độc lập nhờ những kĩ năng chiến đấu sa mạc của họ. Một trong những Sultan người Afar, Muhammad Yayyo, đã đến Roma để ủng hộ sự thành lập của Đông Phi thuộc Ý. Sau đó, Aussa đã được sáp nhập vào Đông Phi thuộc Ý.